# چیچ مارین
چیچ مارین (به انگلیسی: Cheech Marin) (زاده ۱۳ ژوئیه ۱۹۴۶) بازیگر آمریکایی است.
ازجمله فیلم‌های معروف که او در آن بازی کرده می‌توان به بچه‌های جاسوس، بچه‌های جاسوس ۲، بچه‌های جاسوس ۳، اعتیاد به سفید بزرگ، جام کوچک، کریسمس در کنار خانواده کرنک، سربازان بورلی هیلز، برداشتن قطعات و کشور پاک ۲ اشاره کرد.
او همچنین در انیمیشن فرنگولی: آخرین جنگل بارانی به عنوان گوینده حضور داشته‌است.